# Madame Desprès
Madame Desprès, Louise Anne Marie Després vagy Mademoiselle Desprès (Vervins, 1874. szeptember 19. – Párizs, 1906. augusztus 21.) francia krokettjátékos, olimpikon.

## Családja
Egyes források szerint férje André Desprès építőmérnök, a krokett úttörője, a Francia Krokettszövetség elnöke volt.

## Sportpályafutása
Franciaország színeiben indult a Párizsban megrendezett 1900. évi nyári olimpiai játékokon, ahol összesen két versenyszámban vett részt. Jeanne Filleaul-Brohy és Marie Ohier mellett ő volt a krokettversenyek egyik női indulója, ezzel az első női olimpiai résztvevők között tartják számon. Az egylabdás egyéni krokettben az első körben 24 pontot szerzett, amivel ötödik helyezett lett a kilencfős mezőnyben, így nem sikerült bejutnia a következő fordulóba. Desprès a kétlabdás egyéni krokett versenyein is indult; az első körben 40–42-re – 0–2-es összesítéssel – kikapott szintén francia ellenfelétől, Maurice Vignerot-tól, így nem jutott be a második fordulóba.